# Protomacratria appendiculata
Protomacratria appendiculata es una especie de coleóptero de la familia Anthicidae.

## Distribución geográfica
Habita en el Ámbar báltico.